# Върли дол (област Кърджали)
 За другото българско село вижте Върли дол (Област Смолян).  
Върли дол е село в Южна България. То се намира в община Кирково, област Кърджали.

## География
Село Върли дол се намира в планински район.